# Atsushi Sugimoto
Atsushi Sugimoto (* 15. Februar 1964 in Osaka) ist ein japanischer Sushi-Koch, der seit 1999 in Europa arbeitet.

## Werdegang
Von 1982 bis 1998 absolvierte Sugimoto eine sechzehnjährige Ausbildung zum Sushi-Meister in Osaka und Kyoto.
1999 zog er nach Hamburg und wurde Küchenchef im Restaurant Shiki. 2007 wechselte er zum Restaurant Biogen in London. 2015 wurde er in London Chefkoch des Formel 1 Racing Team Hondas.
Seit 2019 ist er Küchenchef im Restaurant Aska in Regensburg, das von Anton Schmaus betrieben wird. 2021 wurde das Restaurant als erste Sushi-Bar Deutschlands mit einem Michelinstern ausgezeichnet.

## Auszeichnungen
- 2021:  ein Michelinstern für das Restaurant Aska in Regensburg[3]